# Ippia maggiore
L'Ippia maggiore o Sul bello (in greco antico: Ἱππίας μείζων ἢ περὶ τοῦ καλοῦ?, Hippías méizōn, è perì tôu kalôu) è uno dei dialoghi del filosofo greco Platone. Attribuito con certezza a Platone stesso dalla maggior parte della critica sulla base di considerazioni stilistiche e contenutistiche, rimane, ad oggi, di datazione incerta, nonostante sembri verosimile collocarlo subito dopo i dialoghi socratici e subito prima del Simposio.

## Contenuto
Scena del dialogo è Atene; personaggi principali sono Socrate, il filosofo Ippia di Elide e un terzo interlocutore di difficile individuazione. È ipotizzabile che non si tratti di un personaggio reale, ma sia piuttosto una finzione retorica: una sorta di "sdoppiamento" di Socrate, oppure una proiezione sulla scena di Platone stesso, che così esprimerebbe in forma indiretta il suo pensiero. Quest'ultima sembrerebbe l'ipotesi più plausibile: un Platone che, iniziando a maturare la dottrina delle Idee, prenderebbe le distanze dal maestro.
Il tema del dialogo è la bellezza e la trattazione si svolge attorno alla domanda principale di Socrate: che cos'è il bello? I tentativi di risposta di Ippia sono via via vanificati da Socrate il quale, alla fine, tende a lasciare in sospeso un'esauriente definizione del "bello", in quanto esso non coincide (in maniera universale e quindi da tutti facilmente accettabile) né con ciò che più conviene, né con ciò che utile o piacevole. Il bello è piuttosto, secondo Socrate, una tendenza interiore del tutto soggettiva che, oltretutto, può mutare - e di molto - anche nel corso della vita stessa di ogni uomo.